# Jus2
Jus2 (em coreano: 저스투) é a nova sub-unit do grupo masculino GOT7 lançada pela JYP Entertainment. Ele é composto pelos membros JB e Yugyeom. O duo debutou no dia 5 de março com o EP "FOCUS".

## História
Em 13 de fevereiro de 2019, o vídeo oficial e fotos da sub-unit foram divulgados.Composta pelos membros JB e Yugyeom (GOT7), combinados como vocalista e main dancer do GOT7. Teve seu debut oficialmente com o mini álbum "FOCUS", no dia 4 de março (Korea). O MV foi lançado no dia 4 de março (Korea) e logo após houve uma LIVE PREMIERE. Além do itinerário de promoção coreano, o JUS2 também lançará a versão japonesa de FOCUS, e em abril lançará o Jus2 <FOCUS> PREMIERE SHOWCASE TOUR em 7 cidades, incluindo Macau, Tóquio, Taipei, Osaka (Japão), Jacarta, Bangkok (Tailândia) e Singapura

## Integrantes
| Nome artístico | Nome artístico | Nome de nascimento | Nome de nascimento | Data de nascimento               | Lugar de nascimento                        |
| Romanização    | Hangul         | Romanização        | Hangul             | Data de nascimento               | Lugar de nascimento                        |
| -------------- | -------------- | ------------------ | ------------------ | -------------------------------- | ------------------------------------------ |
| JB             | 제이비         | Im Jae-bum         | 임재범             | 6 de janeiro de 1994 (31 anos)   | Goyang, Coreia do Sul                      |
| Yugyeom        | 유겸           | Kim Yugyeom        | 김유겸             | 17 de novembro de 1997 (27 anos) | Gyeonggi Namyangju Dongdong, Coreia do Sul |

## Trabalho musical

### Mini album
- FOCUS (5 de março de 2019)

### Ost
2019-Take (He is Psychometric )Part 1

## Concertos e outras performances

### Showcase
| Data                                   | Cidade                                 | Lugar                                  |
| Jus2 <FOCUS> LIVE PREMIERE with V LIVE | Jus2 <FOCUS> LIVE PREMIERE with V LIVE | Jus2 <FOCUS> LIVE PREMIERE with V LIVE |
| -------------------------------------- | -------------------------------------- | -------------------------------------- |
| 5 de março de 2019                     | Seoul                                  | Walkerhill Theater                     |
| Jus2 <FOCUS> PREMIERE SHOWCASE TOUR    |                                        |                                        |
| 7 de abril de 2019                     | Macau                                  | Broadway stage                         |
| 10 a 11 de abril de 2019               | Tóquio                                 | ZEPP Divercity                         |
| 14 de abril de 2019                    | Taipei                                 | Taipei International Convention Center |
| 17 a 18 de abril de 2019               | Osaka                                  | ZEPP Namba (Osaka)                     |
| 21 de abril de 2019                    | Jakarta                                | Nusantara Hall, ICE BSD                |
| 27 a 28 de abril de 2019               | Bangkok                                | Thunder Dome                           |
| 4 de maio de 2019                      | Singapura                              | ZEPP Bigbox                            |

## Prêmios

### Lista de programas de música da Coreia do Sul
| Topo do ranking | Topo do ranking | Topo do ranking | Topo do ranking | Topo do ranking  | Topo do ranking | Topo do ranking | Topo do ranking | Topo do ranking |
| Album | Canção | M Countdown     | Music Bank      | Show! Music Core | Inkigayo        | The Show        | Show Champion   | Observações     |
| 2019 | 2019 | 2019            | 2019            | 2019             | 2019            | 2019            | 2019            | 2019            |
| --- | --- | --------------- | --------------- | ---------------- | --------------- | --------------- | --------------- | --------------- |
| FOCUS | FOCUS ON ME | *               | *               | *                | *               | *               | *               |                 |
| \| - "*": atingiu a lista - "/": Não listado (ou não mostrado) - " ": Nenhum ranking foi estabelecido durante este período - A partir de 14 de novembro de 2015, o "Show! Music Center" não possui sistema e sistema de classificação. A partir de 21 de novembro de 2015, será anunciado pelo apresentador para anunciar as músicas da semana HOT3. O sistema de classificação foi restaurado novamente em 22 de abril de 2017. \| - "(1)": campeão de duas semanas - "[1]": campeão de três semanas - " (HOT3) ": Receba as músicas de sucesso do Show! Music Center por duas semanas - " [HOT3] ": Receba as músicas de sucesso do "Show! Music Center" por três semanas \| | |                 |                 |                  |                 |                 |                 |                 |
| - "*": atingiu a lista - "/": Não listado (ou não mostrado) - " ": Nenhum ranking foi estabelecido durante este período - A partir de 14 de novembro de 2015, o "Show! Music Center" não possui sistema e sistema de classificação. A partir de 21 de novembro de 2015, será anunciado pelo apresentador para anunciar as músicas da semana HOT3. O sistema de classificação foi restaurado novamente em 22 de abril de 2017. | - "(1)": campeão de duas semanas - "[1]": campeão de três semanas - " (HOT3) ": Receba as músicas de sucesso do Show! Music Center por duas semanas - " [HOT3] ": Receba as músicas de sucesso do "Show! Music Center" por três semanas |                 |                 |                  |                 |                 |                 |                 |

## Ligação externa
- JUS2 site oficial
- JB no Instagram
- 有謙 no Instagram